# Фьорано-Моденезе
Фьорано-Моденезе (итал. Fiorano Modenese) — город в Италии, располагается в регионе Эмилия-Романья, подчиняется административному центру Модена.
Население составляет 16 091 человек (на 2001 г.), плотность населения составляет 610,21 чел./км². Занимает площадь 26,37 км². Почтовый индекс — 41042. Телефонный код — 0536.
Покровителем коммуны почитается святой Иоанн Креститель. Праздник ежегодно празднуется 8 сентября.

## Спорт
На границе Фьорано с Маранелло расположен автодром Pista di Fiorano, который принадлежит Ferrari и используется для тестов.